# Internationales Auschwitz Komitee
Das Internationale Auschwitz Komitee (IAK) wurde 1952 von Überlebenden des Konzentrations- und Vernichtungslagers Auschwitz-Birkenau gegründet. Viele der Leitungsmitglieder waren ehemalige Häftlinge des Konzentrationslagers, die als Gründer und Mitglieder des IAK als deren Aufgabe sahen, für „die Gesamtheit der Überlebenden und Opfer von Auschwitz“ zu sprechen. Das Komitee diente und dient bis heute als „Interessenvertretung seiner Mitglieder, zur Koordinierung der Tätigkeiten nationaler Auschwitz-Komitees und fördert das Gedenken an den Holocaust“.
Die IAK wurde als internationaler Dachverband gegründet, der die nationalen Lagerkomitees und Verbände der NS-Überlebenden koordinieren sollte. Dem Komitee gehören Organisationen aus 19 Ländern an (Australien, Belgien, Deutschland, Frankreich, Griechenland, Israel, Italien, Luxemburg, Niederlande, Österreich, Polen, Rumänien, Russland, Slowakei, Slowenien, Tschechische Republik, Ukraine, Ungarn und USA).
Im Juni 2002 wurde in Oświęcim beschlossen, in Berlin ein Koordinationsbüro des IAK zu errichten. Seit 2004 wird die Arbeit des IAK vom Bundesministerium des Innern institutionell und finanziell gefördert und seit 2003 befindet sich die Geschäftsstelle des IAK in Räumlichkeiten der Gedenkstätte Deutscher Widerstand in Berlin. Ehrenpräsident war Kurt Goldstein, Präsident des IAK war von 2011 bis 2021 Roman Kent (New York). Dessen Nachfolger, Marian Turski, amtierte seit 2021 bis zu seinem Tod am 18. Februar 2025.

## Gründung des IAKs
In der Nachkriegszeit entstanden zahlreiche Verbände und Organisationen der NS-Verfolgten. 1947 wurde in Warschau die Fédération Internationale des Anciens Prisonniers Politiques (FIAPP) mit Sitz in Paris und Generalsekretariat in Warschau gegründet, die halbwegs politisch offen, aber zweifellos antifaschistisch orientiert war. Auf dem zweiten „Weltkongress“ der FIAPP mit dem Ziel, „die Kampagne gegen die Wiederbewaffnung Westdeutschlands und gegen die Gleichsetzung der Sowjetunion mit dem Nationalsozialismus zu zentralisieren und sie von einer allzu deutlichen Nähe zu den osteuropäischen Regierungen abzusetzen“, wurde im Juli 1951 eine neue Organisation gegründet, die Fédération Internationale des Résistants (FIR), mit Sitz in Österreich. Die Organisation sollte die Interessen von NS-Verfolgten vertreten, sich mit den Fragen der Entschädigung und mit deren sozialen und rechtlichen Situation befassen. 1952 versammelten sich in Warschau Vertreter von NS-Überlebenden aus zahlreichen europäischen Ländern an einer Tagung, die wiederum die Kampagnen gegen die Remilitarisierung der Bundesrepublik zum Thema hatte. Dort wurde ein Zusammenschluss der NS-Verfolgten unter dem Dach der FIR beschlossen, die als Auskunftsstelle über vermisste Personen dienen sollte und alle Ereignisse im Konzentrationslager Auschwitz bearbeiten sollte. Obwohl ein Komitee gewählt wurde, gab es keine Hinweise über die begonnene Arbeit. Die FIR berief Ende 1953 erneut eine internationale Tagung ein, die im März in Wien ausgerichtet wurde. Der polnische Journalist Henryk Korotinsky wurde als Präsident gewählt, Hermann Langbein als Generalsekretär und die Französin Louise Alcan als Sekretärin. Langbein wurde 1961 aus politischen Gründen abgewählt – zunächst folgte der Ausschluss von der KPÖ und danach verlor er die Funktion des Generalsekretärs wegen Kritik an den kommunistischen Parteien. Dies führte zu Konflikten zwischen den kommunistisch geprägten Länderkomitees und der Leitung des IAK, worauf Langbein aus seinen Funktionen entlassen wurde. Langbeins Engagement war enorm und auf seine Initiative gingen zahlreiche Aktivitäten des Komitees zurück. Zur Zeit seiner Aussage im 1. Frankfurter Auschwitzprozess im März 1964 war er 51 Jahre alt und lebte als Schriftsteller in Wien. Sein Nachfolger als Generalsekretär im IAK wurde Tadeusz Hołuj.

## Die Arbeit des IAK in der Nachkriegszeit
Die Aktivitäten und Aufgaben, mit denen sich die IAK-Mitglieder beschäftigten, waren zahlreich, verschiedenartig und bedeutend. Das Komitee hatte sich in den wenigen Jahren zwischen 1956 und 1961 als internationale Organisation etabliert und seine Arbeitsschwerpunkte in vielerlei Richtungen entwickelt. Die Zielsetzungen der Organisation fasst Baron Maurice Goldstein, damaliger Präsident, so zusammen:
„Das Internationale Auschwitz Komitee wurde […] mit verschiedenen Zielsetzungen gegründet: Um die Welt wissen zu lassen, was im Konzentrations- und Vernichtungslager Auschwitz-Birkenau geschah. Als Vertretung für die Interessen der Überlebenden. Um den Kontakt zwischen den nationalen Auschwitz Komitees zu fördern und zu unterstützen.
Vor dem Hintergrund des vermehrten Aufkommens von Diskriminierung, Rassismus und Antisemitismus und insbesondere der wachsenden Verleugnung dessen, was in Auschwitz passierte, wurde auf der Generalversammlung von 1992 entschieden, allen Organisationen, die aktiv daran arbeiten, ‚Auschwitz‘ eine wichtige Position in der moralischen und politischen Debatte und in der Ausbildung jüngerer Generationen zu sichern, die Möglichkeit einer Mitgliedschaft im IAK zu eröffnen. […]
[…] denken Sie daran, dass mit der Niederlage des Dritten Reiches, die Nazi-Ideologie nicht verschwunden ist, dass faschistische und neonazistische Bewegungen, Organisationen und Parteien bereit sind, neues Unheil über die Menschen zu bringen.“
An dieser Stelle wird ersichtlich, dass das IAK eine wichtige Rolle in der Vergangenheit gespielt hatte, aber es wird auch deutlich, dass seine Ziele in der Zukunft liegen. Die politische und gesellschaftliche Rolle, vor allem wenn es um die jüngere Generation geht, ist ein klarer Schwerpunkt in der Arbeit des IAKs.
Die ehemaligen Häftlinge der Konzentrations- und Vernichtungslager und andere Verfolgte haben in vielerlei Hinsicht beachtliche Arbeit in der Nachkriegszeit geschaffen. Sie forschten und publizierten zur Geschichte und Auswirkungen der Konzentrationslager, sammelten Berichte, Informationen, Dokumente und Fotos, entwickelten Formen des Gedenkens und schufen Orte dafür. Die Aufklärung der Öffentlichkeit über die Verbrechen des Nationalsozialismus, der Kampf für die Entschädigung der Opfer und die Arbeit zur Strafverfolgung der Täter sind die bedeutendsten Ergebnisse.
Im Kalten Krieg versah das IAK eine Brückenfunktion zwischen Ost- und Westeuropa. Katharina Stengel schreibt dazu: „In der Hochphase des Kalten Krieges war dieses Komitee mit seinen grenzüberschreitenden Netzwerken und Aktivitäten und der proklamierten Überparteilichkeit ein fast einzigartiges Experiment“.
Die meisten Mitglieder des IAK und anderer Organisationen, für die sie als Dachverband galt, waren ehemalige KZ-Häftlinge. Ihr Weg zur Anerkennung des Unrechts und ihnen angetanen Leids war stets mit ihrer aktiven politischen Rolle als Akteure in der Nachkriegsgesellschaft verbunden. Sie versuchten hartnäckig, „ihre Erfahrungen zu artikulieren, ihre Interessen in der Öffentlichkeit zu vertreten und das Beschweigen der NS-Vergangenheit zu verhindern“. Sie schufen kritische Ansätze für die „Vergangenheitsbewältigung“ und erläuterten die Bedeutung der NS-Verfolgten in den Auseinandersetzungen um Wiedergutmachung, die juristische Ahndung der NS-Verbrechen oder auch der gesellschaftspolitischen und sozialpsychologischen Auseinandersetzung mit den Grundlagen des Nationalsozialismus. Die NS-Überlebenden bzw. das IAK setzten sich für den Aufbau einer neuen Welt, für Frieden und Freiheit ein, um die Wiederkehr solcher schrecklichen Ereignisse zu verhindern.

### Die Entschädigung der NS-Verfolgten
Das IAK befasste sich ab 1956 intensiv mit der Entschädigungsfrage von ehemaligen KZ-Häftlingen durch bundesdeutsche Behörden und Unternehmen. Nur ein ganz kleiner Teil der Auschwitz-Überlebenden konnte Entschädigungszahlungen erhalten. Das 1953 erlassene Bundesergänzungsgesetz (BErG) und das Bundesentschädigungsgesetz (BEG) von 1956 waren auf Verfolgte mit Wohnsitz in Westdeutschland ausgerichtet, „die aus politischen, weltanschaulichen oder rassischen Gründen“ verfolgt worden waren. Ausländische Verfolgte mussten sich an ihre Staaten wenden, um Entschädigungen aus den Reparationszahlungen an die jeweiligen Länder zu bekommen. Diese wurden durch das Londoner Schuldenabkommen bis zum Abschluss von Friedensverträgen vertagt, und so dauerten die Reparationen und somit auch die Entschädigungen jahrzehntelang. Katharina Stengel sagt zu der Arbeit des IAK im Bereich der Entschädigung der NS-Verfolgten Folgendes:
„Das IAK stand in seinen Bemühungen, Entschädigung für Auschwitz-Häftlinge zu erreichen, Industrieunternehmen, bundesdeutschen Behörden und Ministerien gegenüber, aber auch – in nicht minder konflikthaftem Verhältnis – Vertretern anderer Opfergruppen. Die Erfolge, die das Komitee in den Verhandlungen erzielen konnte, waren nur möglich geworden durch einen enormen Aufwand an Zeit und finanziellen Mitteln für die vielen Verhandlungen, Delegationsreisen, Tagungen, juristische Beratungen und Hilfen für die Antragsteller. Über solche Ressourcen verfügten die wenigsten Organisationen ehemaliger KZ-Häftlinge.“

### Die juristische Verfolgung der NS-Verbrecher
Die womöglich bedeutendsten Erfolge des IAK in der Nachkriegszeit sind im Bereich der juristischen Verfolgung festzuhalten. Katharina Stengel schreibt dazu:
„In der Bundesrepublik war bis Anfang der 60er kaum einer der SS-Angehörigen aus Auschwitz angeklagt oder verurteilt worden, Ermittlungen waren nur zufällig oder auf Initiative der Opfer. 1955 schloss sich das IAK der Strafanzeige des Zentralrats der Juden in Deutschland gegen den berüchtigten Auschwitzer SS-Arzt Carl Clauberg an und begann damit seine umfangreiche »Aktion gegen die SS«.“
Die Arbeit der Mitglieder und Begründer des IAK erstreckte sich weit und war schwer und gefährlich. Sie sammelten Informationen über die Lager und die Verbrechen, um die Verantwortlichen zu ermitteln. Sie erstatteten Strafanzeige aus eigener Initiative und versuchten persönliche Informationen über die NS-Täter zu erfahren. Sie sammelten Beweismaterial, versuchten Zeugen ausfindig zu machen und übergaben diese Informationen den zuständigen Behörden.
Eine sehr bedeutende Rolle hatte das IAK während des Kalten Krieges. Es hatte eine Brückenfunktion, indem Kontakte zwischen westdeutschen und polnischen Ermittlungsbehörden – und überhaupt zwischen West und Ost – hergestellt werden konnten. Es war aber nicht nur die Kommunikation, sondern auch die Beweissammlung jenseits des Eisernen Vorhangs. Hinzu kam, dass die Mitglieder Zeugen und NS-Verbrecher in der ganzen Welt ausfindig machen konnten.

### Die Bedeutung für das Zustandekommen des 1. Frankfurter Auschwitzprozesses
Dass der 1. Frankfurter Auschwitzprozess stattfinden konnte, ist zum großen Teil den Ermittlungen des IAK zu verdanken. Er wäre aber auch nicht ohne das persönliche Engagement von Hermann Langbein möglich gewesen, der dessen Generalsekretär war. Langbein wurde aber 1961 nach seiner Kritik am Stalinismus abgewählt und gehörte 1963 zu den Mitbegründern des Comité International des Camps in Warschau, dessen Sekretär er in der Folgezeit war. Es gelang ihm, Zeugen für die Frankfurter Staatsanwaltschaft in Polen zu finden, und er hatte auch Verbindungen zu polnischen Juristen, obwohl in der Zeit des Kalten Krieges keine diplomatischen Beziehungen bestanden. Er trieb die Ermittlungen durch das IAK voran, konnte Zeugen in verschiedenen Ländern ausfindig machen und sie zu Aussagen für einen Prozess überreden.
Die Bedeutung des 1. Frankfurter Auschwitz-Prozesses liegt zunächst darin, dass er überhaupt zustande kam, da enorme Schwierigkeiten und Hindernisse im Weg standen. Eine zentrale Rolle spielte der ehemalige hessische Generalstaatsanwalt Fritz Bauer, der als Initiator des Prozesses gilt. Ohne die erforderlichen Informationen, ohne bestimmte Dokumente oder das Ausfindigmachen von Zeugen, die für den Prozess aussagten, wäre der Prozess jedoch unmöglich gewesen. Hier rückt die Bedeutung von Hermann Langbein für das Zustandekommen des 1. Frankfurter Auschwitz-Prozesses in den Vordergrund. Er hatte sich schon für die Ermittlungen für den Eichmann-Prozess eingesetzt, der 1961 in Jerusalem stattfand.
Langbein hatte sich die Verhaftung und Verurteilung Adolf Eichmanns zum persönlichen Ziel gemacht und 1959 in Österreich Strafanzeige gegen ihn erstattet. Im selben Jahr hatte Fritz Bauer über Henry Ormond, der seit 1950 als Rechtsanwalt in Frankfurt wirkte, Kontakt zu Langbein aufgenommen, weil dieser eine Ortsbesichtigung in Auschwitz angeboten hatte. Nach Informationen aus dem Briefwechsel von Henry Ormond gab es zwischen dem 3. und 6. März 1961 ein denkwürdiges Treffen in einem Frankfurter Hotel. Hermann Langbein aus Wien, Thomas Harlan aus Warschau und Henry Ormond aus Frankfurt, die sich persönlich bemühten, Informationen für einen Prozess im Fall Adolf Eichmann zu beschaffen, machten Fritz Bauer das damals umfangreichste Exemplar der Argentinien-Papiere zugänglich, das kurz zuvor noch bei Robert Eichmann – dem Bruder – gelegen hatte. Eine Begutachtung am 6. Mai führte zu dem Ergebnis, dass sie echt waren und die Handschrift eindeutig von Eichmann stammte. Diese Dokumente belasteten Eichmann enorm.
Der frühere Auschwitz-Häftling Adolf Rögner, der damals in Bruchsal in der Landesstrafanstalt einsaß, erstattete im März 1958 Anzeige gegen den SS-Oberscharführer und ehemaligen Angehörigen der politischen Abteilung in Auschwitz, Wilhelm Boger, und wusste, wo Boger wohnte. Er informierte auch das IAK in Wien. Hermann Langbein wandte sich mehrfach an die Staatsanwaltschaft in Stuttgart und an die Zentrale Stelle der Landesjustizverwaltungen zur Aufklärung nationalsozialistischer Verbrechen in Sachen Boger und erklärte seine Bereitschaft, noch weiteres Material zur Verfügung zu stellen, da er sich ebenfalls an die Taten des NS-Verbrechers erinnerte. Langbein befürchtete, dass Boger einen Fluchtversuch unternehmen würde, wenn sich die Ermittlungen weiter verzögern würden, und nannte der Staatsanwaltschaft noch weitere Zeugen, die in diesem Fall aussagen konnten. Boger wurde daraufhin schließlich im Jahr 1958 verhaftet und der Auschwitz-Prozess wurde langsam in Bewegung gesetzt.
In der Folge gelang es, vor allem durch die Mithilfe des IAK bzw. des persönlichen Engagements von Hermann Langbein zahlreiche Auschwitz-Täter ausfindig zu machen. Die Bekanntschaft, die Langbein noch 1959 mit Fritz Bauer machte, spielte durchaus eine Rolle bei den Ermittlungen zum Auschwitz-Prozess. Langbein ermöglichte es zudem noch, Kontakt zur Volksrepublik Polen herzustellen, mit der die Bundesregierung damals noch keine diplomatischen Beziehungen unterhielt. Diese „deutsch-polnische Zusammenarbeit“ ermöglichte dem Gericht einen Ortstermin auf dem Gelände des Vernichtungslagers Auschwitz. Hermann Langbein setzte sich persönlich dafür ein, genügend Zeugen für den Prozess zu finden und sie zu ermutigen, nach Deutschland zu kommen.
Bis heute engagiert sich das Internationale Auschwitz Komitee in enger Zusammenarbeit mit dem Rechtsanwalt Thomas Walther bei Prozessen gegen NS-Täter. Im Rahmen von Prozessen in Lüneburg, Detmold und Brandenburg war es dem IAK und Thomas Walther besonders wichtig, bei Pressekonferenzen noch vor Prozessbeginn den Blick der Öffentlichkeit auf die angereisten Überlebenden und deren Lebens- und Leidensgeschichten zu lenken und an ihre ermordeten Angehörigen zu erinnern. Gewürdigt wurde so auch die Bereitschaft der Zeuginnen und Zeugen über ihre Erinnerungen zu sprechen und vor einem Gericht in Deutschland auszusagen – worauf sie Jahrzehnte gewartet hatten.
Im April 2015 begann vor dem Landgericht Lüneburg der Prozess gegen den SS-Mann Oskar Gröning wegen Beihilfe zum Mord in 300.000 Fällen. Gröning war SS-Unterscharführer im KZ Auschwitz. Der „Buchhalter von Auschwitz“ wurde zu vier Jahren Haft verurteilt. Der Bundesgerichtshof als höchstrichterliche Instanz bestätigte das in Lüneburg ergangene Urteil im September 2016. Das Bundesverfassungsgericht entschied im Dezember 2017, Grönings hohes Alter stehe einer Verbüßung der Strafe nicht entgegen. Er starb im März 2018 im Alter von 96 Jahren, ohne die Strafe angetreten zu haben.
2016 verurteilte das Landgericht Detmold den früheren SS-Wachmann im Konzentrationslager Auschwitz, Reinhold Hanning, zu fünf Jahren Haft. Das Gericht sprach den 94-Jährigen der Beihilfe zum Mord in mindestens 170.000 Fällen schuldig. Im Prozess hatten elf Überlebende als Zeugen ausgesagt. Sie gehörten zu den insgesamt 57 Nebenklägern, die von Thomas Walther vertreten wurden.
Im Juni 2022 wurde der ehemalige KZ-Wachmann Josef Schütz wegen Beihilfe zum Mord in 3500 Fällen im KZ Sachsenhausen zu fünf Jahren Haft verurteilt. Das Landgericht Neuruppin sprach den 101-jährigen schuldig. Das Gericht sah es als erwiesen an, dass der Angeklagte von 1942 bis 1945 als Wachmann „Terror und Massenmord gefördert“ habe. Er habe mit seiner Tätigkeit die Massenvernichtung der Nationalsozialisten „bereitwillig unterstützt“. Nebenkläger-Anwalt Thomas Walter hatte im Namen von Überlebenden eine Haftstrafe von nicht unter fünf Jahren gefordert.
Auch beim Stutthof-Prozess gegen die ehemalige Sekretärin des Lagerkommandanten Irmgard Furchner engagierte sich das Internationale Auschwitz Komitee durch Veranstaltungen in Itzehoe und durch die Beobachtung des Prozesses. Der Prozess fand vom September 2021 bis zum Dezember 2022 am Landgericht Itzehoe statt und umfasste 40 Verhandlungstage. Gegen das Urteil hatten die Anwälte der 97-jährigen Angeklagten Berufung eingelegt, die beim Bundesgerichtshof verhandelt wurde. Zu Prozessbeginn hatte die Angeklagte versucht, sich dem Prozess durch Flucht zu entziehen.

## Die Arbeit des IAK heute
Die Arbeit des Internationalen Auschwitz Komitees widmet sich vor allem der Erinnerungskultur in Deutschland, aber auch auf der ganzen Welt. Ihre Bemühungen, die Öffentlichkeit weiterhin über die Verbrechen des Nationalsozialismus zu informieren, werden durch die weiter bestehenden antisemitischen Einstellungen in der Gesellschaft, die eine Bedrohung für die Erinnerungskultur darstellen, bestätigt. Christoph Heubner äußert seine Bedenken und bestärkt die Notwendigkeit, sich weiterhin mit dieser Thematik zu beschäftigen und die Öffentlichkeit darüber aufzuklären:
„Und heute kriechen der Antisemitismus und antijüdische Stereotypen in Deutschland erneut aus den Ecken – teils in altbekannter Weise. Neu ist jedoch, dass der Antisemitismus in die Mitte der Gesellschaft wächst, dass er immer öfter salonfähig wird. Für die Überlebenden ist das zum Verzweifeln: Wenn dreißig Prozent der Befragten in einer kürzlich in Deutschland vorgelegten Studie meinen, dass „die Juden die Erinnerung an den Holocaust heute für ihren eigenen Vorteil ausnutzen“, ist das ein Angriff auf die Würde und ein Schlag ins Gesicht jedes Menschen, der Auschwitz und andere deutsche Konzentrationslager überlebt hat.“
Antisemitismus ist nicht nur in Deutschland präsent, sondern in vielen anderen Ländern. Das IAK und die Länderkomitees führen deshalb ihre Arbeit nicht begrenzt auf einzelne Länder aus, sondern auf der ganzen Welt. Im Fokus der Arbeit des Komitees stehen die Jugendlichen. Sie sollen wissen, was passiert ist, und dafür verantwortlich sein, dass solche Taten nie wieder passieren. Christoph Heubner sagt dazu:
„Die Überlebenden haben nicht geschwiegen. Sie haben ihre Erinnerungen bei unzähligen Gesprächen mit jungen Menschen weitergegeben. Ich kenne viele junge Menschen, für die diese Begegnungen mit Überlebenden zu einem ganz prägenden Teil ihres Erwachsenwerdens gehören, die sie nicht vergessen werden: Sie sind die Zeugen der Zeitzeugen geworden.“
Das IAK forscht weiter über die Thematik von Auschwitz und die Erinnerungskultur und hat zahlreiche Publikationen dazu herausgegeben.

## Skulptur und Preis „to B remembered“

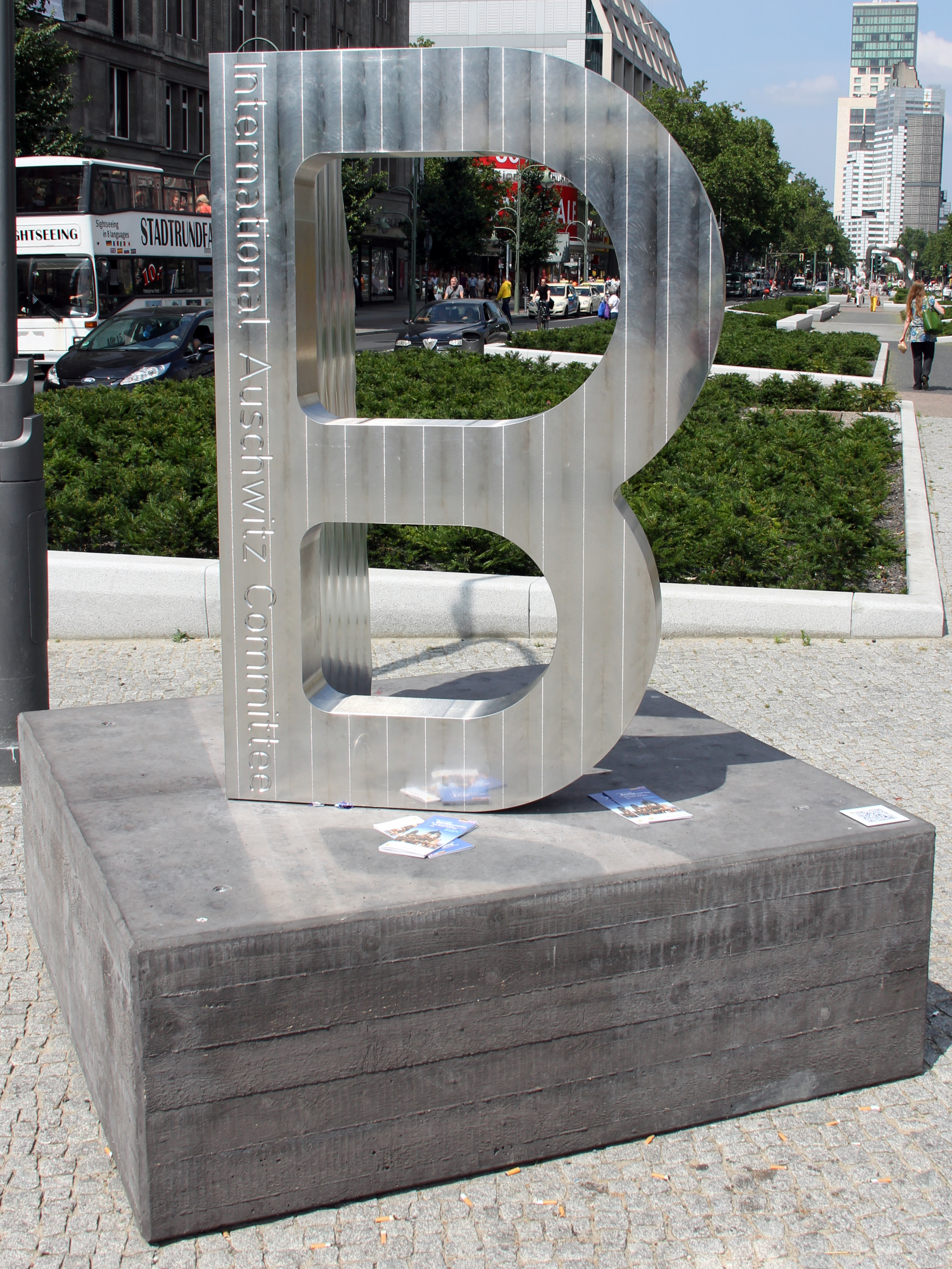
Skulptur to B remembered 2013 am Wittenbergplatz

Seit 2010 wird die Skulpturenminiatur to B remembered vom IAK an Persönlichkeiten vergeben, „die nach dem Gedanken der Überlebenden von Auschwitz ‚Nie wieder!‘ handeln.“ 2013 errichteten Lehrlinge der VW-Werke in Berlin nach einer Idee der Französin Michéle Déodat ein öffentliches Denkmal nach dem auf dem Kopf stehend angebrachten B vom Haupttor des Konzentrationslagers Auschwitz als Skulptur to B remembered. Auf dem senkrechten Schenkel des Buchstabens steht nur die englischsprachige Inschrift International Auschwitz Committee.
Die zwei Meter hohe Metallstatue to B remembered stand zuerst auf dem Berliner Wittenbergplatz. Seit dem 30. Januar 2014 stand das umgekehrte „B“ vor dem Europäischen Parlament in Brüssel. Zurück in Berlin, stand die fünf Tonnen schwere Plastik seit dem 10. September 2015 wieder auf dem Wittenbergplatz.
Im November 2017 wurde Die Statue nach Oswiecim/Auschwitz gebracht und dort in Blickweite des Eingangstores des Lagers Birkenau platziert. Mit der Botschaft des Buchstaben „B“, der sich auf das Eingangstor „ARBEIT MACHT FREI“ im Stammlager Auschwitz I bezieht, verbindet die Statue an diesem Standort für die Besucherinnen und Besucher die Gedenkstätte Auschwitz I und das Lager Auschwitz II.

## Gerhard Richter Ausstellungshaus
2020 wandte sich das IAK an den Maler Gerhard Richter mit der Frage und Bitte, ob er sich eine Ausstellung seiner „Birkenau“ Bilder in der Internationalen Jugendbegegnungsstätte Oswiecim/Auschwitz vorstellen könne. In der Folge entschied Gerhard Richter, dem Internationalen Auschwitz Komitee eine Edition seines Zyklus’ „Birkenau“ zu schenken. In weiteren Gesprächen entwickelten Gerhard Richter und Sabine Moritz-Richter gemeinsam mit Christoph Heubner die Idee des Ausstellungshauses „Gerhard Richter Birkenau“.
Der Entwurf des Gebäudes, das neben der Internationalen Jugendbegegnungsstätte entstanden ist, stammt von Gerhard Richter. Im Ausstellungshaus werden die vier Birkenau-Bilder gemeinsam mit Kopien der Fotos gezeigt, die im Sommer 1944 heimlich von dem griechischen Häftling Albeto Errera nahe dem Krematorium V in Birkenau aufgenommen wurden. Die Fotografien, auf die sich die Bilder Richters beziehen, sind die einzigen fotografischen Dokumente von der Ermordung jüdischer Menschen in Auschwitz. Die Ausstellung wird nach Richters Vorstellungen durch einen vierteiligen großen grauen Spiegel vervollständigt, der gegenüber den Richter-Bildern angebracht ist und der die Besucherinnen und Besucher der Ausstellung ins Geschehen miteinbezieht. Das so entstandene Gesamtkunstwerk „Gerhard Richter Birkenau“ wurde im Februar 2024 eingeweiht. Der Bau des Hauses wurde durch eine Spende der Volkswagen AG an das Internationale Auschwitz Komitee ermöglicht.

## Bank für Justin Sonder in Chemnitz
Das internationale Auschwitz-Komitee und die Stadt Chemnitz erinnern an den Chemnitzer Ehrenbürger Justin Sonder in seiner Heimatstadt. Das Projekt, das durch die Spenden zahlreicher Einzelpersonen und Institutionen sowie einen Beitrag des Freistaates Sachsen verwirklicht werden konnte, wurde am 9. November 2024 eingeweiht und der Stadt Chemnitz als Geschenk übergeben. Für die künstlerische Realisierung wurde die Rostocker Bildhauerin Julia Kausch gewonnen.

## Auszeichnungen
- 6. November 2023: Gerhard Richter, deutscher Maler.[42]
- 12. Januar 2020: Igor Levit, russisch-deutscher Pianist[43]
- 19. November 2019: Pia Findeiß, Oberbürgermeisterin von Zwickau[44]
- 31. Januar 2019:  Frank-Walter Steinmeier, Bundespräsident der Bundesrepublik Deutschland[45]
- 22. Februar 2018: Gunnar Kilian, Gesamtbetriebsrat VW AG, Stiftungsrat IJBS Oswiecim/Auschwitz[46]
- 30. Januar 2018: Alexander Van der Bellen, österreichischer Bundespräsident[47]
- 10. Februar 2017: Charles, Prince of Wales
- 19. November 2015: Heiko Maas, Bundesminister für Justiz und für Verbraucherschutz,
- 08. Januar 2015: Papst Franziskus, Jorge Mario Bergoglio
- 18. März 2014: Stuart E. Eizenstat, Botschafter der Vereinigten Staaten von Amerika
- 30. Januar 2014: Martin Schulz, Präsident des Europäischen Parlaments
- 27. Januar 2014: Sigmar Gabriel, Vorsitzender der Sozialdemokratischen Partei Deutschlands
- 22. November 2012: Horst Neumann, Personalvorstand der Volkswagen AG
- 15. November 2012: Wolfgang Schäuble, Bundesminister der Finanzen
- 12. Juli 2012: Shalom Simhon, israelischer Minister für Handel und Industrie
- 27. Januar 2012: Norbert Lammert, Präsident des Deutschen Bundestages
- 05. Dezember 2011: David McAllister, Ministerpräsident des Landes Niedersachsen
- 05. Dezember 2011: Bernd Osterloh, Vorsitzender des Gesamtbetriebsrates der Volkswagen AG,
- 05. Dezember 2011: Martin Winterkorn, Vorstandsvorsitzender der Volkswagen AG
- 30. Juni 2011: Nikolaus Schneider, Ratspräsident der Evangelischen Kirche in Deutschland
- 27. Januar 2011: Wladyslaw Bartoszewski, Auschwitz-Überlebender, ehem. Außenminister der Republik Polen
- 27. Januar 2011: Bronislaw Komorowski, Präsident der Republik Polen
- 21. Januar 2011: Ban Ki-moon, Generalsekretär der Vereinten Nationen
- 29. Oktober 2010: Christian Wulff, Bundespräsident der Bundesrepublik Deutschland
- 07. September 2010: Reuven Rivlin, Präsident des israelischen Parlamentes
- 27. Januar 2010: Shimon Peres, Präsident des Staates Israel
- 26. Januar 2010: Angela Merkel, Bundeskanzlerin der Bundesrepublik Deutschland